# The Journal of Men's Studies
 (octobre 2017).
Si vous disposez d'ouvrages ou d'articles de référence ou si vous connaissez des sites web de qualité traitant du thème abordé ici, merci de compléter l'article en donnant les références utiles à sa vérifiabilité et en les liant à la section « Notes et références ».
The Journal of Men's Studies (en abrégé JMS) est une revue scientifique évaluée par les pairs créée en 1992, la première publiée par Men's Studies Press[réf. souhaitée]. En 2015, la revue est publiée par SAGE Publications.